# Slipstream (Genre)
Slipstream ist ein literarischer Gattungsbegriff, mit dem Werke aus dem Grenzbereich von moderner bzw. postmoderner Literatur einerseits und Science-Fiction und Fantasy (SF&F) andererseits bezeichnet werden. Die Grenzüberschreitung kann dabei in beiden Richtungen erfolgen, es können sowohl Autoren der Postmoderne Elemente der SF&F aufgreifen, ohne sich den Konventionen dieser Genres ganz anzupassen, als auch Autoren der SF&F sich Eigenheiten des postmodernen Romans zu eigen machen, zum Beispiel unzuverlässiges Erzählen, Fragmentation und das Spiel mit Erzählperspektiven.
Der Begriff wurde 1989 vom SF-Autor Bruce Sterling geprägt. Einen Konsens über die Definition von Slipstream gibt es nicht, die Diskussion um den Begriff und seine Tauglichkeit in Relation zu anderen, ähnlich orientierten Begriffen dauert aber seither an.

## Begriffsbildung
In Jeff Pruchers Science-Fiction-Wörterbuch Brave New Words wird Slipstream folgendermaßen definiert:

„Literatur, die Tropen und Techniken des Science-Fiction- und Fantasy-Genres verwendet, aber nicht als Science-Fiction oder Fantasy gilt.“

In einem dort zitierten Nachweis wird die Arbeitsdefinition eines Slipstream-Magazins wiedergegeben, dessen Inhalt alles ist, was „keine SF ist, aber SF-Leser wahrscheinlich interessiert“.
Slipstream bezeichnet eigentlich den Windschatten bzw. allgemeiner die Nachlaufströmung eines Objekts, das sich durch ein flüssiges oder gasförmiges Medium bewegt. Die Ausnutzung dieser Strömung zur Energieersparnis, wenn etwa ein Fahrradfahrer Kraft spart, indem er sich im Windschatten eines anderen bewegt, wird als „slipstreaming“ bezeichnet. Im Wort Slipstream klingt zudem der Mainstream an, also die „Hauptströmung“ oder „Hauptrichtung“ einer Literatur oder Kunst.
Die Begriffsbildung legt daher nahe, dass hier Autoren des Mainstream es sich durch Verwendung von Mechanismen und Mitteln der Science-Fiction und Fantasy einfacher machten, indem sie sich beispielsweise von der breiten Fan-Basis dieser Genres „mittragen“ lassen. Insofern ist der Begriff zumindest leicht abwertend, was auch John Clute im entsprechenden Artikel der Encyclopedia of Science Fiction kritisiert hat. Neutral aufgefasst bezeichnet der Begriff den Grenzbereich zwischen literarischem Realismus und Science-Fiction, analog zum Magischen Realismus, der den Grenzbereich zwischen Realismus und der Tradition literarischer Phantastik charakterisiert.
Zurückgeführt wird der Begriff Slipstream auf einen Artikel von Bruce Sterling von 1989. Dieser wiederum war eine Reaktion auf ein Interview mit dem SF-Autor Carter Scholz von 1988, in dem dieser den Zustand der damaligen Genre-konformen Science-Fiction beklagte. Scholz sagte, dass das Beste, was in den letzten Jahren an spekulativer Literatur erschienen sei, nicht etwa von Genre-Autoren stamme und keine Hugos oder Nebulas gewonnen habe, sondern dass es Bücher von Autoren seien, die eigentlich zum literarischen Mainstream zählten, wobei er als Beispiel Margaret Atwoods The Handmaid’s Tale und weitere Werke nennt. Sterling stimmt Scholz Kritik an der wahrgenommenen Erstarrung und Sterilität der zeitgenössischen SF zu und meint, dass die besten SF-Autoren sich eben deshalb von der SF distanzierten: „Frag nicht, was Du für die SF tun kannst – sieh zu, dass du dich wegdrückst und dennoch dort verkaufst.“
Sterling diagnostiziert aber eben nicht nur Erstarrung und Dogmatismus, sondern sah in einer Gruppe zeitgenössischer Werke interessante gemeinsame Merkmale und damit die Umrisse eines entstehenden Genres, das er als Slipstream bezeichnet, wobei er zwischen „Kategorie“ und „Genre“ unterscheidet. Eine Kategorie ist dabei nach Sterling eine buchhändlerische Einordnung, zur Kategorie Science-Fiction gehört demnach alles, was in der Buchhandlung im Regal für Science-Fiction steht. Ein Genre dagegen ist eine literaturkritische Einordnung. Das Genre Slipstream ist nach Sterling

„[…] a contemporary kind of writing which has set its face against consensus reality. It is a fantastic, surreal sometimes, speculative on occasion, but not rigorously so. It does not aim to provoke a “sense of wonder” or to systematically extrapolate in the manner of classic science fiction. Instead, this is a kind of writing which simply makes you feel very strange; the way that living in the late twentieth century makes you feel, if you are a person of a certain sensibility.“

„[…] eine zeitgenössische Form des Schreibens, die sich dem Realitätskonsens entgegen stellt. Fantastisch, manchmal surreal, gelegentlich spekulativ, dabei aber nicht regelkonform. Sie will nicht den „Sinn für das Wunderbare“ anregen oder systematisch extrapolieren wie die klassische Science-Fiction. Stattdessen bewirken diese Texte, dass man sich ganz fremd fühlt; so wie das Leben im späten zwanzigsten Jahrhundert sich eben anfühlt, wenn man über eine gewisse Sensibilität verfügt.“

Sterling führte dann einige Merkmale aus, die in seinen Augen für Slipstream kennzeichnend sind, und zwar sowohl positive – was Slipstream ist – als auch negative – was Slipstream nicht ist. Da diese Merkmale jedoch kaum eine Gattungsdefinition bilden können, wie er selbst zugab, fügte er dem Artikel eine Liste an, aus denen sich eine Definition gewissermaßen induktiv ergeben würde. Bei dieser Liste fällt auf, dass sie sich keineswegs auf Mainstream-Autoren beschränkt, sondern auch zahlreiche ursprünglich aus der SF kommende Autoren enthält, welche die Grenzen des Genres durchbrachen. Da genau dies auch eine Zielrichtung der britischen New Wave in der SF war, sind auch deren Autoren wie zum Beispiel J. G. Ballard und Michael Moorcock hier vertreten.
Sterling nahm auch einige Werke aus nicht-englischen Literaturen auf, insbesondere einige Werke des lateinamerikanischen magischen Realismus, etwa von Allende oder von Fuentes. Dass auch Grass’ Blechtrommel und Frischs Homo faber in der Liste erscheinen, ist für den deutschen Leser etwas erstaunlich. Entsprechend kritisierte Paweł Frelik in seinem Essay Of Slipstream and Others, dass Sterling hier die ganz anderen Kontexte anderer Literaturen ignoriert – was aus der Perspektive angelsächsischer Literatur als Grenzüberschreitung erscheint, muss in einer anderen Literatur mit ihren ganz anderen Erzähltraditionen und -konventionen durchaus keine sein.
Die von Sterling eingangs gemachte Unterscheidung zwischen „Kategorie“ und „Genre“ hebt er an späterer Stelle implizit wieder auf, indem er das Fehlen eines „Slipstream“-Regals in der Buchhandlung – also einer Slipstream-Kategorie – beklagt und die von ihm behauptete mangelhafte Rezeption der Slipstream-Literatur darauf zurückführt:

„It is very difficult for these books to reach or build their own native audience, because they are needles in a vast moldering haystack. There is no convenient way for would-be slipstream readers to move naturally from one such work to another of its ilk. These books vanish like drops of ink in a bucket of drool.“

„Diese Bücher tun sich sehr schwer, ihr Publikum zu finden, da sie Nadeln in einem riesigen Haufen modernden Heus sind. Der prospektive Slipstream-Leser kann nicht einfach zu einem dieser Werke ein gleichartiges zu finden. Diese Bücher verschwinden wie Tintentropfen in einem Eimer voll Sabber.“

## The Slipstream List
Die untenstehende Liste stimmt inhaltlich überein mit der von Bruce Sterling in seinem Artikel in SF Eye von 1989 als Beispiele für Slipstream-Autoren und -Werke zusammengestellten Liste.
A
- Kathy Acker: Empire of the Senseless
- Peter Ackroyd: Hawksmoor; Chatterton
- Brian Aldiss: Life in the West
- Isabel Allende: Von Liebe und Schatten; Das Geisterhaus
- Kingsley Amis: The Alienation; The Green Man
- Martin Amis: Other People; Einstein’s Monsters
- Max Apple: Zap; The Oranging of America
- Margaret Atwood: The Handmaid’s Tale
- Paul Auster: City of Glass; In the Country of Last Things

B
- J. G. Ballard: Day of Creation; Empire of the Sun
- Iain Banks: The Wasp Factory; The Bridge
- John Banville: Kepler; Dr. Copernicus
- Julian Barnes: Staring at the Sun
- John Barth: Giles Goat-boy; Chimera
- Donald Barthelme: The Dead Father
- John Calvin Batchelor: Birth of the People’s Republic of Antarctica
- Madison Smartt Bell: Waiting for the End of the World
- Thomas Berger: Arthur Rex
- Thomas Bontly: Celestial Chess
- T. C. Boyle: World’s End; Water Music
- Ignacio Brandao: And Still the Earth
- William Burroughs: Place of Dead Roads; Naked Lunch; Soft Machine; etc.

C
- Jonathan Carroll: Bones of the Moon; Land of Laughs
- Angela Carter: Nights at the Circus; Heroes and Villains
- Peter Cary: Illywhacker; Oscar and Lucinda
- George M. Chesbro: An Affair of Sorcerers
- J. M. Coetzee: Life and Rimes of Michael K.
- Robert Coover: The Public Burning; Pricksongs & Descants
- Jim Crace: Continent
- John Crowley: Little Big; Aegypt

D
- Guy Davenport: Da Vincis Bicycle; The Jules Verne Steam Balloon
- Thomas M. Disch: On Wings of Song
- Jim Dodge: Not Fade Away
- Lawrence Durrell: Tunc; Nunquam

E
- David Ely: Seconds
- Steve Erickson: Days Between Stations; Rubicon Beach

F
- Raymond Federman: The Twofold Variations
- John Fowles: A Maggot
- Jonathan Franzen: The Twenty-seventh City
- Max Frisch: Homo Faber; Der Mensch erscheint im Holozän
- Carlos Fuentes: Terra Nostra

G
- William Gaddis: JR; Carpenters Gothic
- John Gardner: Grendel; Freddy’s Book
- Patricia Geary: Strange Toys; Living in Ether
- William Goldman: The Princess Bride; The Color of Light
- Günter Grass: Die Blechtrommel
- Alasdair Gray: Lanark
- Ken Grimwood: Replay

H
- W. A. Harbinson: Genesis; Revelation; Otherworld
- Carolyn Hill: The Eleven Million Mile High Dancer
- William Hjortsberg: Gray Matters; Falling Angel
- Russell Hoban: Riddley Walker
- Richard Hoyt: The Manna Enzyme

I
- Robert Irwin: The Arabian Nightmare
- Fazil Iskander: Sandro of Chegam; The Gospel According to Sandro

J
- Denis Johnson: Fiskadoro
- Robert F. Jones: Blood Sport; The Diamond Bogo

K
- W. P. Kinsella: Shoeless Joe
- R. M. Koster: The Dissertation; Mandragon
- William Kotzwinkle: Elephant Bangs Train; Doctor Rat, Fata Morgana
- Kathryn Kramer: A Handbook for Visitors from Outer Space

L
- Oliver Lange: Vandenberg
- Elmore Leonard: Touch
- Doris Lessing: The Four-gated City; The Fifth Child
- Jeremy Leven: Satan

M
- Norman Mailer: Ancient Evenings
- Rick Marinis: A Lovely Monster
- Gabriel Garcia Marquez: Der Herbst des Patriarchen; Hundert Jahre Einsamkeit
- Harry Mathews: The Sinking of the Odradek Stadium
- Ian McEwan: The Comfort of Strangers; The Child in Time
- Thomas A. McMahon: Loving Little Egypt
- Martin Millar: Milk, Sulphate and Alby Starvation
- Ted Mooney: Easy Travel to Other Planets
- Michael Moorcock: Laughter of Carthage; Byzantium Endures; Mother London
- Brian Moore: Cold Heaven
- David Morrell: The Totem
- Toni Morrison: Beloved; The Song of Solomon

N
- Kem Nunn: Tapping the Source; Unassigned Territory

P
- Walker Percy: Love in the Ruins; The Thanatos Syndrome
- Marge Piercy: Woman on the Edge of Time
- Charles Portis: Masters of Atlantis
- Christopher Priest: The Glamour; The Affirmation
- Francine Prose: Bigfoot Dreams, Marie Laveau
- Thomas Pynchon: Gravity’s Rainbow; V.; The Crying of Lot 49

R
- Ishmael Reed: Mumbo Jumbo; The Terrible Twos
- Anne Rice: The Vampire Lestat; The Queen of the Damned
- Tom Robbins: Jitterbug Perfume; Another Roadside Attraction
- Philip Roth: The Counterlife
- Salman Rushdie: Midnight’s Children; Grimus; The Satanic Verses

S
- H. F. Saint: Memoirs of an Invisible Man
- Carter Scholz & Harcourt Glenn Scholz: Palimpsests
- Lucius Shepard: Life During Wartime
- Anne Rivers Siddons: The House next Door
- Muriel Spark: The Hothouse by the East River
- Scott Spencer: Last Night at the Brain Thieves Ball
- Ronald Sukenick: Up; Down; Out
- Patrick Süskind: Das Parfum

T
- Paul Theroux: O-Zone
- D. M. Thomas: The White Hotel
- Joyce Thompson: The Blue Chair; Conscience Place
- Rupert Thomson: Dreams of Leaving
- Newton Thornberg: Valhalla
- Lawrence Thornton: Imagining Argentina

U
- John Updike: The Witches of Eastwick; Rogers Version

V
- R. G. Vliet: Scorpio Rising
- William T. Vollmann: You Bright and Risen Angels
- Kurt Vonnegut: Galapagos; Slaughterhouse-Five

W
- David Foster Wallace: The Broom of the System
- Don Webb: Uncle Ovid’s Exercise Book
- Edward Whittemore: Nile Shadows; Jerusalem Poker; Sinai Tapestry
- Nancy Willard: Things Invisible to See
- Jack Womack: Ambient; Terraplane
- Bari Wood: The Killing Gift
- Stephen Wright: M31: A Family Romance

Z
Pamela Zoline: "The Heat Death of the Universe"

## Feeling Very Strange
„This is a kind of writing which simply makes you feel very strange“ schrieb Sterling in seinem Essay von 1989 und diese Formulierung wurde immer wieder zitiert.
Feeling Very Strange war dann auch der Titel einer von James Patrick Kelly und John Kessel 2006 herausgegebenen Slipstream-Anthologie. Die Autoren thematisierten in der Einleitung die Schwächen der Begriffsbildung, das Fehlen einer klaren Definition und unterließen es, selbst abzugrenzen und zu definieren. Stattdessen nahmen sie das Gefühl der Fremdheit zum Bezugspunkt und Auswahlkriterium und wählten entsprechend den Titel der Anthologie. Slipstream ist demnach „die Literatur der kognitiven Dissonanz und der triumphierenden Fremdartigkeit.“
Sterling rechtfertigte 1989 die Begriffsbildung unter anderem, indem er darauf verwies, dass ausgehend von einigen vorgegebenen Beispielen jeder kundige Leser von SF eine ganze Reihe weiterer Beispiele nennen könne, und Victoria De Zwaan vermerkt, dass, wie auch immer es um die Brauchbarkeit des Begriffs als literaturwissenschaftliches Werkzeug bestellt sein mag, die Begriffsbildung Nährboden für einige wunderbare Leselisten und potentielle Anthologien sei. In dieser Hinsicht, als eine Sammlung faszinierender Texte, wurde auch Feeling Very Strange von der Kritik positiv aufgenommen.
Niall Harrison nimmt allerdings in seiner Besprechung der Anthologie Anstoß an der von den Herausgebern verwendeten Definition von Slipstream:

„For Kessel and Kelly, there’s something about living now that inspires this kind of fiction; for me, slipstream is whatever makes you feel strange in ways that are specific to the time in which it was written. It’s a persnickety distinction, but in terms of the usefulness of slipstream as a concept, I find it makes all the difference in the world.“

„Für Kessel und Kelly gibt es im heutigen Leben etwas, das diese Form von Erzählung inspiriert; für mich ist Slipstream alles, was einen sich fremd fühlen lässt und zwar in für die Entstehungszeit spezifischer Weise. Das ist eine pedantische Unterscheidung, was aber die Brauchbarkeit des Begriffs Slipstream betrifft, meine ich, dass sie ganz wesentlich ist.“

Die Vermittlung eines Gefühls von Fremdartigkeit im Vertrauten wird auch von SF-Kritiker Rich Horton als bestimmendes Merkmal von Slipstream beschrieben:

„SF tries to make the strange familiar – by showing SFnal elements in a context that helps us understand them. Slipstream tries to make the familiar strange – by taking a familiar context and disturbing it with SFnal/fantastical intrusions.“

„SF versucht, mit dem Fremdartigen bekannt zu machen – indem SF-Elemente in einem Kontext gezeigt werden, der uns sie verstehen lässt. Slipstream versucht, das Bekannte als fremdartig zu zeigen – indem in einem vertrauten Kontext  durch Elemente aus SF und Fantasy Verstörung erzeugt wird.“

## Weitere Begriffsbildungen
Neben Slipstream gibt es eine Reihe weiterer Gattungsbegriffe bzw. Ansätze zu entsprechenden Begriffsbildungen, die sämtlich neue Entwicklungen im Bereich der Phantastik und der spekulativen Literatur beschreiben und sich mit Slipstream mehr oder minder überschneiden. Dazu gehören:
- Avant-Pop,[12]
- Interstitial Fiction,[13][14]
- Liminal Fantasy,[15]
- New Wave Fabulism,[16]
- New Weird (Analogon von Slipstream im Grenzbereich von Horrorliteratur und Mainstream),
- Postmodern Fantasy,[17]
- Span Fiction,[18]
- Transrealist Fiction.[19]

Weitere Begriffe, die als Teil des Genre-Diskurses der Science-Fiction auftauchen, sind Crossgenre, Nonrealist Fiction und Post-Genre Fiction.

Wie oben erwähnt, wird in der Encyclopedia of Science Fiction der Begriff Slipstream kritisiert. Dort wird unter Berufung auf Arbeiten des Literaturwissenschaftlers Robert Scholes der Begriff der Fabulation bevorzugt. Clutes Definition wurde mehrfach aufgegriffen und dem Begriff Slipstream gegenübergestellt.
Clute zufolge beruht der realistische Roman des 19. Jahrhunderts ebenso wie die klassische Science-Fiction des 20. Jahrhunderts auf zwei zentralen Annahmen, nämlich, dass die Welt erstens erkennbar und zweitens erzählbar ist. In der literarischen Hauptströmung wurden die Erkennbarkeit durch den Modernismus und die Erzählbarkeit durch den Postmodernismus abgelehnt. Clute zufolge ist ein SF-Werk dann eine Fabulation, wenn eine dieser beiden Annahmen in Frage gestellt wird.